# Кам'яний слиж
Кам'яний слиж (Aborichthys) — рід риб родини Немахейлові. Складається з 10 видів.

## Опис
Загальна довжина представників цього роду коливається від 3,8 до 11 см. Голова коротка, невелика, трохи масивна, лоб дещо сплощений. Тулуб загалом стрункий, хвостова частина широка. Бічна лінія розташована доволі високо. Грудні плавці помірно широкі. Спинний плавець розташовано навпроти черевних плавців. Анальний плавець витягнутий. Хвостовий плавець широкий і короткий.
Забарвлення оливкове, сірувате, коричнювате. Нижня частина тьмяніша, блідіша.

## Спосіб життя
Зустрічаються в дрібних, швидкоплинних гірських річках, струмках з дуже низьким рівнем води, на галькових й кам'янистих ґрунтах, насамперед обкатаних валунах. Воліють до води сильно насиченою киснем. Полюбляють ховатися в щілинах між камінням або в печерках. Риби навіть знаходили в таких місцях, де вода ледве закривала їхні спини. Живляться ракоподібними.

## Розповсюдження
Поширені у водоймах Індії (штати Аруначал-Прадеш, Ассам, Меґхалая), Бутані та М'янми.

## Види
- Aborichthys bajpaii (Singh & Kosygin, 2022)[1]
- Aborichthys boutanensis (McClelland, 1842)[2]
- Aborichthys cataracta Arunachalam, Raja, Malaiammal & Mayden, 2014[3]
- Aborichthys elongatus Hora, 1921
- Aborichthys garoensis Hora, 1925
- Aborichthys iphipaniensis Kosygin, Gurumayum, P. Singh & Chowdhury, 2019[4]
- Aborichthys kempi Chaudhuri, 1913
- Aborichthys rosammai N. Sen, 2009
- Aborichthys tikaderi Barman, 1985
- Aborichthys uniobarensis Nanda, Machahary, Tamang & Das, 2021[5]
- Aborichthys verticauda Arunachalam, Raja, Malaiammal & Mayden, 2014[3]
- Aborichthys waikhomi Kosygin, 2012[6]